# Yigal Allon
Yigal Allon (en hébreu : יגאל אלון), né le 10 octobre 1918 à Kfar Tabor et mort le 29 février 1980 à Afula, est un général et homme d'État israélien membre de l'Akhdout Ha'avoda, puis du parti travailliste. Héros du combat de l'indépendance d'Israël, il est le commandant du Palmah entre 1945 et 1948. Plusieurs fois ministre, vice-Premier ministre d'Israël (1968-1977), ministre des Affaires étrangères (1974-1977), il est Premier ministre intérimaire d'Israël après le décès de Levi Eshkol en 1969.

## Biographie
Né dans le village Kfar Tabor, au pied du Mont Tavor dans l'est de la Basse Galilée, sous le nom d'Igal Païcovitch. Son père Reuven, marié avec Haya, et dont la famille est originaire de Roumanie et qui compte parmi les premiers pionniers juifs habitants de la nouvelle localité Rosh Pina en Haute Galilée, est en 1901 l'un des fondateurs du village Kfar Tavor. À six ans Yigal perd sa mère. Dès l'enfance il aime lire des livres, se distingue par ses compositions écrites et aide son père dans les travaux agricoles. Il étudie dans la première promotion du lycée agricole Kaddouri (Kadoorie) qui se trouve aussi au pied du Mont Tavor. En 1937, il est l'un des fondateurs du kibboutz Guinossar sur la rive nord du Lac de Tibériade et reste toute sa vie membre de cette coopérative. Un an après, il se marie avec Ruth Baron, nouvelle immigrante venue d'Allemagne.
Enrôlé depuis son jeune âge aux rangs des notrim, les gardiens des villages juifs de la Jewish Settlement Police, il est déjà à treize ans membre dans la principale organisation de défense juive, Haganah. Pendant l'"Intifada" des années 1936-1939, connue comme la Grande Révolte arabe, il fait partie des Special Night Squads fondés par Orde Charles Wingate. En 1941, il devient membre du Palmah, les unités mobiles d'assaut de la Haganah commandées par Yitzhak Sadeh. Le jeune Yigal combat dans les détachements "arabisants" de la Hagana et participe, au service de l'effort de guerre britannique pendant la Seconde Guerre mondiale, à des missions militaires au Liban, contre le régime ennemi de Vichy, allié de l'Allemagne. En 1943, il devient l'adjoint de Yitzhak Sadeh et après deux ans, en 1945, est son successeur à la tête du Palmakh.
Le Palmakh, avec son esprit de camaraderie, ses idéaux et ses exploits légendaires fut une pépinière de l'élite politique et culturelle israélienne.
En 1945, il prend part au congrès sioniste qui se déroule a Bâle, puis visite Auschwitz.

## Pendant la Guerre de 1948
Au début de la guerre de 1948, le 18 décembre 1947, Yigal Allon décide de l’assaut nocturne sur al-Khisas. Deux maisons, choisies au hasard, sont détruites à l’explosif, pendant le sommeil de leurs occupants ; entre 10 et 15 meurent. Il est ensuite commandant de trois brigades du Palmach. 
Il dirige entre avril et mai 1948 l'opération Yiftah (appelée d'après le juge biblique Iftakh ou Jephté et en même temps d'après les initiales des noms Igal Paikovitch Tel Haï (du nom originel d'Ygal Allon avant que ne l'hébraïse et de Tel Haï, une localité située dans le théâtre des opérations et où est mort le héros juif Joseph Trumpeldor). Durant les opérations, ses hommes prennent le contrôle de l'est de la Galilée et des villes de Tibériade et Safed dont les habitants arabes palestiniens sont chassés ou fuient notamment à la suite de sa campagne de « guerre psychologique ». Après le 15 mai, ses forces repoussent les forces syriennes et libanaises qui essaient d'envahir la Galilée.
Juste avant la première trêve, Yigal Allon arrive au centre du pays comme adjoint du général David (Mickey) Marcus et dirige l'Opération Yoram. Secondé par Moshe Dayan, il dirige les combats contre la Légion arabe dans la zone entre Tel-Aviv et Jérusalem. Au cours de l'Opération Dani, ses troupes conquièrent Lydda (aujourd'hui Lod) et Ramle dont ils chassent à nouveau les 50 000 habitants vers Ramallah. L'opération se poursuit par deux assauts sur Latroun qui échouent.
Yigal Allon doit se conformer aux ordres de Ben Gourion de dissoudre les organisations paramilitaires juives, y compris la sienne, le Palmach, l'Irgoun et Lehi et de les  joindre à la nouvelle armée d'Israël : Tsahal.
Yigal Allon est nommé lieutenant-général et prend le commandement militaire du front sud d'Israël. En tant que tel, il commande les opérations Yoav, Lot, Assaph, Horev et Ouvda, qui garantissent aux Israéliens le contrôle du Neguev avant que les Nations unies n'arrivent à trancher sur le sort de cette région. La défaite de l'armée égyptienne, la conquête de Beer Sheva et d'Eilat ont fait d'Yigal Allon un des hommes qui ont le plus contribué au tracé des lignes d'armistice et ainsi des frontières d'Israël.

## Politique: le plan Allon

Carte du plan Allon

À cause de ses sympathies connues pour la fraction de gauche opposée à Ben Gourion, il doit en fin de compte renoncer à ses aspirations d'être nommé chef de l'état major de l'armée et se retirer de Tsahal. Il joint les rangs du Mouvement coopératiste agricole "Ha'kibboutz Ha'meoukhad" lié au parti "Mapam" et se trouve parmi les dirigeants du parti Akhdout Ha'Avoda - Poaley Tzion, né de la scission du Mapam. De 1955 à 1960. il représente ce parti à la Knesset. Après avoir terminé des études à l'université hébraïque de Jérusalem, il passe deux ans à Oxford au St Antony's College.
De retour en Israël, Yigal Allon occupe des postes importants dans les gouvernements social-démocrates du pays. Il est de nouveau député à la Knesset, ministre du Travail de 1961 à 1968, vice-premier ministre de 1968 à 1977, ministre de l'Intégration des immigrés de 1968 à 1969, ministre de l'Éducation et de la Culture de 1969 à 1974, et enfin ministre des Affaires étrangères de 1974 à 1977.
Il a également occupé temporairement le poste de Premier ministre en remplacement de Levi Eshkol décédé en 1969. Rival de Moshe Dayan encore depuis les jours du Palmah, Yigal Allon est candidat au poste de premier ministre mais le leadership du parti se décide pour choisir Golda Meir.
Après la démission de Golda Meir en 1974, Yigal Allon est nommé ministre des affaires étrangères dans le gouvernement Yitzhak Rabin. À ce titre, il est le premier à avoir tenu son discours en hébreu à l'Assemblée générale de l'ONU. Considéré comme une « colombe » du point de vue des opinions sur le règlement du conflit avec les Arabes, Yigal Allon est l'architecte en 1968 (époque où il est vice-Premier ministre) du plan Allon — en hébreu : תוכנית אלון — qui propose la fin de l'occupation israélienne de la Cisjordanie en négociant un partage des territoires avec la Jordanie (environ 30 % pour Israël, et 70 % pour la Jordanie). Après la victoire de la droite en 1977, il entre dans l'opposition.
Yigal Allon meurt soudainement à Afoula en 1980 d'une insuffisance cardiaque, après avoir reçu à son domicile, au kibboutz Ginosar, le ministre de la Défense égyptien Kamal Hassan Ali. C'était précisément pendant la campagne pour l'élection primaire du Parti travailliste où il briguait la place de premier secrétaire, pour pouvoir devenir premier ministre.

### Documentation
- (en) Anita Shapira, Igal Allon, Native Son. A Biography, University of Pennsylvania Press, 2007, 384 p. (ISBN 978-0-8122-4028-3, lire en ligne).